# Medalles del Cercle d'Escriptors Cinematogràfics de 2023
La cerimònia de lliurament de les medalles del Cercle d'Escriptors Cinematogràfics de 2023 va tenir lloc el 5 de febrer de 2024 al Palacio de la Prensa de Madrid, presentada per Carlos Hipólito i Elisa Hipólito. És considerada com la 79a edició de aquestes medalles, atorgades per primera vegada en 1945 pel Cercle d'Escriptors Cinematogràfics (CEC). Els premis tenien per finalitat distingir als professionals, estudiosos i difusors del cinema espanyol i —en menor mesura— del d'altres països pel seu treball durant l'any 2023.
Les nominacions foren anunciades el 28 de desembre de 2023 amb Cerrar los ojos liderant les nominacions amb dotze, seguida de La sociedad de la nieve i Saben aquell amb set. En canvi, 20.000 espècies d'abelles, que liderava les nominacions als Premis Goya, només en va obtenir sis.
Finalment es van produir poques sorpreses. La sociedad de la nieve va obtenir cinc medalles de les set a les que optava (millor pel·lícula, millor actor revelació, millor guió adaptat, millor fotografia i millor muntatge), mentre que Cerrar los ojos en va obtenir quatre de les dotze a les que optava (millor direcció, millor actor secundari, millor actriu secundària i millor guió original). Robot Dreams en va obtenir dos (millor banda sonora i millor pel·lícula d'animació) i 20.000 espècies d'abelles només una (millor director revelació).

## Múltiples nominacions i premis per pel·lícula
| Pel·lícula                       | Nominacions | Premis |
| -------------------------------- | ----------- | ------ |
| Cerrar los ojos                  | 12          | 4      |
| La sociedad de la nieve          | 7           | 5      |
| Saben aquell                     | 7           | 1      |
| 20.000 espècies d'abelles        | 6           | 1      |
| Chinas                           | 5           | 1      |
| Robot Dreams                     | 5           | 2      |
| El mestre que va prometre el mar | 3           | 0      |
| Te estoy amando locamente        | 2           | 0      |
| Upon entry (L'arribada)          | 2           | 0      |
| La contadora de películas        | 2           | 0      |
| Teresa                           | 2           | 0      |

## Medalles competitives
| Millor pel·lícula | Millor director |
| --- | --- |
| - La sociedad de la nieve - Cerrar los ojos - 20.000 espècies d'abelles - Robot Dreams | - Víctor Erice — Cerrar los ojos - Juan Antonio Bayona — La sociedad de la nieve - David Trueba — Saben aquell - Pablo Berger — Robot Dreams                                                                                               |
| Millor actor | Millor actriu |
| - David Verdaguer — Saben aquell com Eugenio - Manolo Solo — Cerrar los ojos com Miguel Garay - Enric Auquer — El mestre que va prometre el mar com Antoni Benaiges - Miki Esparbé — Una vida no tan simple com Isaías                     | - Malena Alterio — Que nadie duerma com Lucía - Carolina Yuste — Saben aquell com Conchita - Blanca Portillo — Teresa com Teresa - Patricia López Arnaiz — 20.000 espècies d'abelles com Ane                                               |
| Millor actor secundari | Millor actriu secundària |
| - José Coronado — Cerrar los ojos com Julio Arenas / Gardel - Josep Maria Pou — Cerrar los ojos com Ferran Soler - Pedro Casablanc — Saben aquell com Vicente - Mario Pardo — Cerrar los ojos com Max Roca                                 | - Ana Torrent — Cerrar los ojos com Ana Arenas - Ane Gabarain — 20.000 espècies d'abelles com Lourdes - Luisa Gavasa — El mestre que va prometre el mar com Charo - Carolina Yuste — Chinas com Amaya                                      |
| Millor actor revelació | Millor actriu revelació |
| - Matías Recalt — La sociedad de la nieve com Roberto Canessa - Brian Albacete «Brianeitor» — Campeonex com Brianeitor - Omar Banana — Te estoy amando locamente com Miguel Acosta Fernández - Julio Hu Chen — Chinas com Wang             | - Xinyi Ye — Chinas com Claudia - Yeju Ji — Chinas com Shul - Lupe Mateo Barredo — El amor de Andrea com Andrea - Venecia Franco — Cerrar los ojos com Qiao Shu - Sara Becker — La contadora de películas com María Margarita              |
| Millor guió original | Millor guió adaptat |
| - Víctor Erice i Michel Gaztambide — Cerrar los ojos - Estibaliz Urresola Solaguren — 20.000 espècies d'abelles - Alejandro Rojas i Juan Sebastián Vasquez — Upon entry (L'arribada) - Arantxa Echevarría — Chinas                         | - Bernat Vilaplana, J.A. Bayona, Jaime Marques-Olarreaga, Nicolás Casariego — La sociedad de la nieve - Pablo Berger — Robo Dreams - David Trueba, Albert Espinosa — Saben aquell - Paula Ortiz Álvarez i Javier García Arredondo — Teresa |
| Millor fotografia | Millor muntatge |
| - Pedro Luque — La sociedad de la nieve - Valentín Álvarez — Cerrar los ojos - Gina Ferrer García — 20.000 espècies d'abelles - Sergi Vilanova Claudín — Saben aquell                                                                      | - Andrés Gil, Jaume Martí — La sociedad de la nieve - Ascen Marchena — Cerrar los ojos - Marta Velasco — Saben aquell - Raúl Barreras — 20.000 espècies d'abelles                                                                          |
| Millor música | Millor llargmetratge d’animació |
| - Alfons de Vilallonga — Robot Dreams - Michael Giacchino — La sociedad de la nieve - Federico Jusid — Cerrar los ojos - Fernando Velázquez — La contadora de películas - Natasha Arizu — El mestre que va prometre el mar                 | - Robot Dreams de Pablo Berger - Dispararon al pianista de Fernando Trueba - Mòmies de Juan Jesús García Galocha - El sueño de la sultana d’Isabel Herguera                                                                                |
| Millor llargmetratge documental | Millor pel·lícula estrangera |
| - Juan Mariné, un siglo de cine de María Luisa Pujol - Hay una puerta ahí de Facundo i Juan Ponce de León. - El caso Padilla de Pavel Giroud - Libres de Santos Blanco - La vida de Brianeitor de Álvaro Longoria                          | - Killers of the Flower Moon () — Martin Scorsese - Oppenheimer () — Christopher Nolan - Past Lives () — Celine Song - Kuolleet lehdet () — Aki Kaurismäki - Anatomie d'une chute () — Justine Triet                                       |
| Millor director revelació | |
| - Estibaliz Urresola Solaguren — 20.000 espècies d'abelles - Alejandro Rojas, Juan Sebastián Vázquez — Upon entry (L'arribada) - Alejandro Marín — Te estoy amando locamente - Itsaso Arana — Las chicas están bien - Álvaro Gago — Matria | |
| Medalla d'honor | |
| Álex de la Iglesia | |
| Medalla a la labor de promoció del cinema | |
| Enrique Cerezo, president d'EGEDA | |
| Medalla a la labor periodística | |
| Julieta Martialay, directora de Fotogramas | |
| Medalla a la labor literària | |
| Hatari! Books, per la traducció i edició en 2023 de Hawks!, de Todd McCarthy | |
| Medalla Platí Educa de la solidaritat | |
| Chinas (ficció) La vida de Brianeitor (no ficció) | |